# Punta Ristola

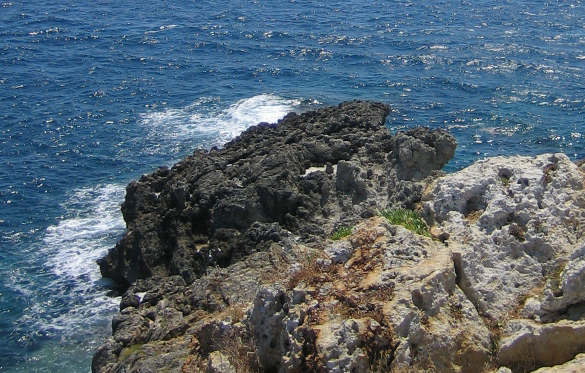
Punta Ristola – südlichster Punkt des Salento

Die Punta Ristola ist ein Kap in der italienischen Region Apulien, in der Provinz Lecce. Es liegt am westlichen Ortsrand von Santa Maria di Leuca, das eine Fraktion der Gemeinde Castrignano del Capo ist. Die Punta Ristola bildet den südlichsten Punkt des Salento, des „Absatzes“ des italienischen Stiefels. Das Kap trennt den Golf von Tarent von der Straße von Otranto.
Koordinaten: 39° 47′ 23″ N, 18° 20′ 45″ O